# Симфонія № 8 (Шостакович)
Симфонія № 8 до мінор, тв. 65 — симфонія Дмитра Дмитровича Шостаковича, написана влітку 1943 року. 4 листопада 1943 року її уперше виконав Ленінградський філармонічний оркестр під керуванням Є.Мравінського, якому ця симфонія присвячена.
Доля цієї симфонії була складною — перші відгуки були прохолодними — переважно похмура, не зовсім оптимістична музика не дозволяла її розглядати з погляду цінностей радянської пропаганди. На пленумі Спілки композиторів 1944 року Симфонію також різко розкритикували, зокрема Сергій Прокоф'єв, через брак виразних мелодій. 1948 року згідно з Доктриною Жданова симфонія була заборонена для виконання і реабілітована лише 1956 року (її виконав Московський філармонічний оркестр).
Симфонія у 5 частинах:
1. Adagio — Allegro non troppo
2. Allegretto
3. Allegro non troppo
4. Largo
5. Allegretto

Найдовша — перша частина триває близько пів години. Загальна тривалість симфонії перевищує 1 годину.
Написана для великого симфонічного оркестру (по 3-4 духових інструменти у групі).